# Paraschiena

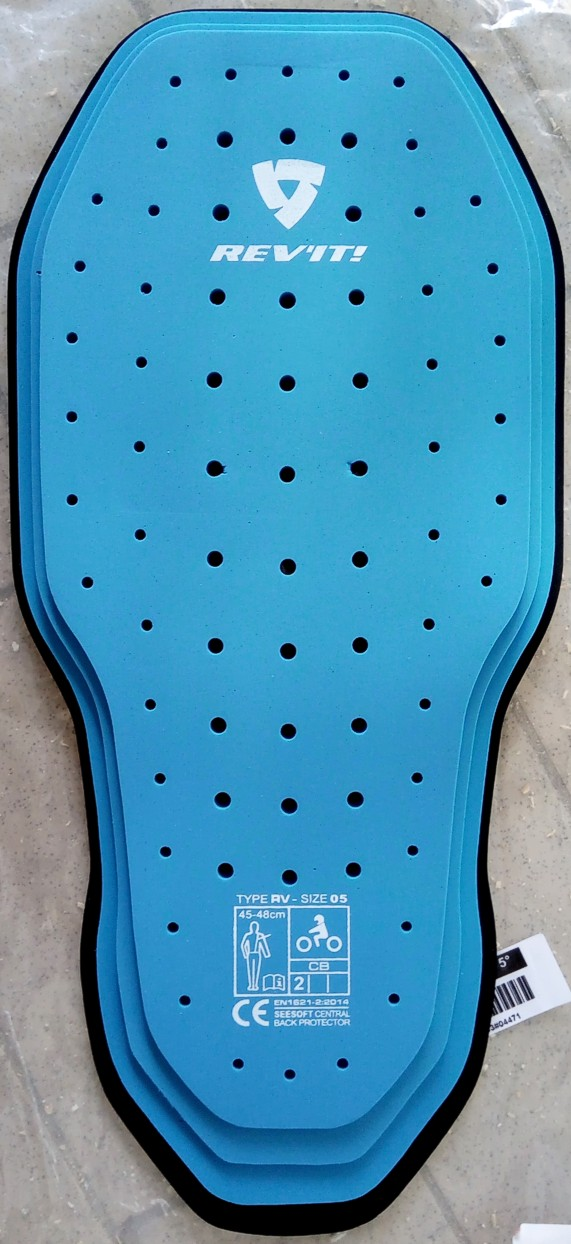
Paraschiena per motociclisti "CB" Central Back Protector, del tipo morbido e omologato livello 2.

Con il termine paraschiena si indica la protezione utilizzata prevalentemente dai motociclisti (anche se sta prendendo piede anche in altri settori come quello sciistico o quello snowboardistico) onde evitare lesioni spinali.

## Storia
La sua nascita si deve grazie all'idea scaturita dal pilota Barry Sheene, il quale nel 1981 provò ad accoppiare una base morbida ad una conchiglia rigida, per proteggersi dalle cadute.
La prova pratica sulla sua efficacia fu nel 1983, quando Freddie Spencer subì una caduta durante i test sulla pista di Kialami in Sud Africa, da allora fu adottato su tutte le piste e da tutti i piloti.
Il primo modello di paraschiena si chiamava Aragosta, dal nome del medesimo animale.
Mentre fu nel 1987 che il Sig. Lino Dainese, con la collaborazione del designer francese Marc Sadler, immisero sul mercato il paraschiena a placche che si ispirava all'armadillo, un simpatico animaletto che dispone di un guscio rigido sulla schiena che lo difende da eventuali pericoli e predatori.

## Descrizione
Può essere composto in due modi:
- Gusci rigidi incernierati tra loro: esternamente composti da gusci rigidi di plastica PP o TPU che permette di distribuire l'energia su una superficie maggiore; internamente possono avere vari strati per garantire l'assorbimento dell'impatto (come il polistirene espanso), comfort ed eventualmente anche la traspirazione. I gradi di libertà variano per ciascun modello: il primo grado di libertà garantito è la flessione in avanti, per i modelli più evoluti viene garantita anche la flessione laterale e la torsione.
- Materiale assorbente flessibile: formato da una schiuma poliuretanica a memoria di forma come può essere la composizione in gomma Nitrile e Polynorbornene.

Inoltre possono essere realizzati in due varianti
- Inserto: la protezione deve essere alloggiata in una specifica tasca del giubbetto o tuta da moto
- Bretellato: la protezione va indossata e rimane ferma grazie alle bretelle

## Funzione
Tale protezioni devono proteggere la schiena, costato e gli organi interni dall'urto, protegge maggiormente dall'abrasione e calore da essa generata, non riescono a proteggere la schiena da colpi che la fanno estroflettere all'indietro per via delle mobilità che devono garantire al guidatore durante le sue manovre, questo rende la protezione parziale in quanto parte delle lesioni spinali derivanti da incidenti su due ruote non sono dovute tanto dall'impatto in sé ma dall'innaturale inarcamento della schiena all'indietro.
L'uso del paraschiena riduce del 40% il rischio di riportare lesioni alla schiena, come evidenziato dal progetto ST.E.P. (Studio Efficacia Paraschiena) dell’Istituto Superiore di Sanità dimostra.